# Намжилын Хаянхирваа
Намжилын Хаянхирваа (монг. Намжилын Хаянхирваа; 1885, Внешняя Монголия (ныне сомон Цэнхэрмандал аймака Хэнтий, Монголия) — 25 или 26 июня 1934, МНР) — руководитель спецслужб Монголии, начальник Службы внутренней охраны Монголии (1926—1928), лингвист, первый эсперантист Монголии.
В молодости стал монахом. В 1900 году отправился в паломничество в Россию, где три года обучался в Калмыцкой духовной семинарии. Имея природный талант к изучению языков, выучил сначала тибетский, русский, а затем и турецкий языки.
С 1913 по 1914 год — в столице Османской империи г. Стамбуле, с отличием окончил Международную школу эсперанто. Н. Хаянхирваа — первый знаток эсперанто в Монголии.
В мае 1918 года приехал в Москву, чтобы стать членом коммунистической фракции ЦК эсперанттистов и присоединиться к Красному интернационалу эсперанто-союзу парижского рабочего движения.
Член Монгольской народно-революционной партии.
В 1924 году был назначен заведующим отделом ЦК МНРП, в 1925 году — директором Партийной школы, начальником Службы внутренней охраны Монголии (1926—1928).
Выступал против вмешательства специалистов из СССР в дела Службы внутренней охраны Монголии.
В 1934 году — репрессирован. Был арестован, подвергнут пыткам и приговорён 25 июня 1934 года к 10 годам лишения свободы по сфабрикованному «делу Лхумбэ». Утром в день вынесения приговора был найден мёртвым в камере. Причина смерти Н. Хаянхирваа не была установлена.